# Шоуто на Том и Джери (сериал, 1975)
„Шоуто на Том и Джери“ е американски анимационен телевизионен сериал, продуциран от Hanna-Barbera Productions, съвместно с MGM Television. Базиран на театралната анимационна поредица на Том и Джери (която е създадена от съоснователите на HB, Уилям Хана и Джоузеф Барбера), сериалът първоначално се излъчва по ABC от 6 септември до 13 декември 1975 г. (общо 16 епизода) като първата половината от шоуто The Tom and Jerry/Grape Ape Show, като The Great Grape Ape Show представлява втората половина на поредицата. Тази поредица бележи първия път, когато Том и Джери се появяват на анимирани вноски, произведени специално за телевизия.

## Помещение
В този сериал, Том и Джери (който носи червена папионка) прекарват различни епизоди, обикаляйки света, състезавайки се в спорта, изтърпявайки злополуки на работното място, блъскайки се в гнусни злодеи, решавайки мистерии и помагайки на другите. Докато шоуто не използва шамарите и насилието, което е централно за театралните късометражни филми (поради забраната на ABC за насилие), двамата се състезават помежду си в някои епизоди.

## В България
В България сериалът е излъчен по Нова телевизия през 2008 г. Дублажът е на Арс Диджитал Студио, чийто име не се споменава. Екипът се състои от:
| Преводач            | Яна Янева                                    |
| Тонрежисьор         | Венцислав Велев                              |
| Режисьор на дублажа | Венета Маринова                              |
| Озвучаващи артисти  | Нина Гавазова Николай Николов Радослав Рачев |